# Ла-Тур-дю-Пен (округ)
Округ Ла-Тур-дю-Пен (фр. Arrondissement de la Tour-du-Pin) — округ у Франції, в департаменті Ізер. 2023 року округ об'єднував 136 муніципалітетів, населення становило 313 305 осіб.
Адміністративний центр (супрефектура) — Ла-Тур-дю-Пен.

## Муніципалітети
Список муніципалітетів округу та їхні коди INSEE:
1. Аннуазен-Шатлан (38010)
2. Антон (38011)
3. Аост (38012)
4. Аппріє (38013)
5. Арандон-Пассен (38297)
6. Бевене (38042)
7. Бельмон (38038)
8. Бізонн (38046)
9. Більє (38043)
10. Бйоль (38044)
11. Бланден (38047)
12. Боннфамій (38048)
13. Бранг (38055)
14. Бувесс-Кір'є (38054)
15. Бургуен-Жальє (38053)
16. Бюрсен (38063)
17. Валанконь (38520)
18. Валь-де-Вір'є (38560)
19. Васслен (38525)
20. Везеронс-Кюртен (38543)
21. Вейссільє (38542)
22. Веланн (38531)
23. Венер'є (38532)
24. Верна (38535)
25. Вертріє (38539)
26. Віллаж-дю-Лак-де-Паладрю (38292)
27. Віллетт-д'Антон (38557)
28. Вільмуар'є (38554)
29. Вільфонтен (38553)
30. Віньє (38546)
31. Во-Мільє (38530)
32. Вуассан (38564)
33. Граньє (38183)
34. Дізім'є (38146)
35. Долом'є (38148)
36. Домарен (38149)
37. Дуассен (38147)
38. Ейдош (38159)
39. Еклоз-Бадіньєр (38152)
40. Жаннейр'я (38197)
41. Ієр-сюр-Амбі (38190)
42. Коломб (38118)
43. Корблен (38124)
44. Краш'є (38136)
45. Крей-Меп'є (38139)
46. Крем'є (38138)
47. Куртене (38135)
48. Ла-Бальм-ле-Гротт (38026)
49. Ла-Баті-Монгаскон (38029)
50. Ла-Верпійєр (38537)
51. Ла-Тур-дю-Пен (38509)
52. Ла-Шапель-де-ла-Тур (38076)
53. Ле-Бушаж (38050)
54. Ле-Гран-Лем (38182)
55. Ле-Пассаж (38296)
56. Лез-Абре-ан-Дофіне (38001)
57. Лез-Авеньєр-Вейрен-Тюеллен (38022)
58. Лез-Епарр (38156)
59. Лейр'є (38210)
60. Л'Іль-д'Або (38193)
61. Масьє (38222)
62. Мейр'є (38230)
63. Мерла (38228)
64. Мобек (38223)
65. Монкарра (38250)
66. Монревель (38257)
67. Монтальє-Версьє (38247)
68. Монтаньє (38246)
69. Монферра (38256)
70. Мора (38260)
71. Морестель (38261)
72. Нівола-Вермель (38276)
73. Оптево (38282)
74. Паносса (38294)
75. Пармільє (38295)
76. Пон-де-Бовуазен (38315)
77. Пон-де-Шерюї (38316)
78. Порсьє-Амбланьє (38320)
79. Прессен (38323)
80. Романьє (38343)
81. Рош (38339)
82. Роштуарен (38341)
83. Рюї (38348)
84. Саланьон (38467)
85. Сатолаз-е-Бонс (38475)
86. Сен-Бодій-де-ла-Тур (38365)
87. Сен-Бюей (38372)
88. Сен-Віктор-де-Сесьє (38464)
89. Сен-Віктор-де-Морстель (38465)
90. Сен-Дідьє-де-Бізонн (38380)
91. Сен-Дідьє-де-ла-Тур (38381)
92. Сен-Жан-д'Авеланн (38398)
93. Сен-Жан-де-Суден (38401)
94. Сен-Жуар-ан-Вальден (38386)
95. Сен-Ілер-де-Бран (38392)
96. Сен-Кантен-Фаллав'є (38449)
97. Сен-Клер-де-ла-Тур (38377)
98. Сен-Марсель-Бель-Аккей (38415)
99. Сен-Мартен-де-Вольсерр (38420)
100. Сен-Ромен-де-Жальйона (38451)
101. Сен-Савен (38455)
102. Сен-Сорлен-де-Морстель (38458)
103. Сен-Сюльпіс-де-Ривуар (38460)
104. Сен-Шеф (38374)
105. Сент-Альбан-де-Рош (38352)
106. Сент-Альбен-де-Вольсерр (38354)
107. Сент-Андре-ле-Га (38357)
108. Сент-Бландін (38369)
109. Сент-Ондра (38434)
110. Серезен-де-ла-Тур (38481)
111. Сермер'є (38483)
112. Сесьє (38064)
113. Сіксьє-Сен-Жульян-е-Каризьє (38488)
114. Солейм'є (38494)
115. Сюксьє (38498)
116. Тіньє-Жамейзьє (38507)
117. Торшефелон (38508)
118. Тре (38515)
119. Уає (38287)
120. Фаверж-де-ла-Тур (38162)
121. Флашер (38167)
122. Фронтона (38176)
123. Фур (38172)
124. Шабон (38065)
125. Шавано (38097)
126. Шаманьє (38067)
127. Шаравін (38082)
128. Шарансьє (38080)
129. Шарв'є-Шаваньє (38085)
130. Шаретт (38083)
131. Шассіньє (38089)
132. Шатов'єн (38091)
133. Шезнев (38102)
134. Шельє (38098)
135. Шим'єн (38104)
136. Шозо (38109)